# کورت کروگر
کورت کروگر (انگلیسی: Kurt Krüger; ۴ اکتبر ۱۹۲۰ – ۱۹ ژانویهٔ ۲۰۰۳) بازیکن فوتبال اهل آلمان بود.
از فیلم‌ها یا برنامه‌های تلویزیونی که وی در آن نقش داشته‌است می‌توان به صحرا اشاره کرد.
از باشگاه‌هایی که در آن بازی کرده‌است می‌توان به باشگاه فوتبال هولشتاین کیل و باشگاه فوتبال فورتونا دوسلدورف اشاره کرد.
وی همچنین در تیم ملی فوتبال آلمان بازی کرده‌است.